# Sneaky Pete & Cool Cats
Sneaky Pete & Cool Cats är ett rockabilly-band från Färgelanda. De firade sitt 20-årsjubileum 2007 med att släppa skivan Knocking On Your Door.

## Medlemmar
- Peter Karlsson - Sångare
- Benny Melin - Sologitarrist
- Mats Karlsson - Basist
- Markus Andersson - Trummis
- Björn Karlsson - Pianist

## Album
- Sneaky Pete & Cool Cats (kassett) - 1993
- Refuse to Loose - 1995
- Do the Bop - 1996
- Motovatin' - 1999
- Party Tonight (cd-singel) - 2005
- Knocking On Your Door - 2007
- Bound To Rock - 2011